# Paromoeocerus scabricollis
Paromoeocerus scabricollis är en skalbaggsart som beskrevs av Julius Melzer 1927. Paromoeocerus scabricollis ingår i släktet Paromoeocerus och familjen långhorningar. Inga underarter finns listade i Catalogue of Life.